# Don Arden
Don Arden (eigentlich Harry Levy; * 4. Januar 1926 in Manchester, England; † 21. Juli 2007 in Los Angeles, USA) war ein britischer Musikmanager.

## Leben
Als Jugendlicher begann Arden während des Zweiten Weltkrieges eine Karriere als Sänger, organisierte in den 1950er-Jahren aber Tourneen für US-Musiker wie Gene Vincent und Little Richard. Rockbands wie Electric Light Orchestra, Small Faces und Black Sabbath verhalf Arden später zum Erfolg. 1966 drohte er wegen Streitigkeiten um die Band Small Faces, seinen Manager-Konkurrenten Robert Stigwood aus einem Fenster im vierten Stock zu werfen. 1974 gründete er das Musiklabel Jet Records.
Ardens Ehefrau, die Ballettlehrerin Hope Shaw, starb 1998. Ihre gemeinsame Tochter Sharon (* 1952) ist die Witwe und frühere Managerin des Rockmusikers Ozzy Osbourne (1948–2025).
Der 2002 an Alzheimer erkrankte Arden starb 81-jährig in einem Pflegeheim im kalifornischen Los Angeles. Er wurde am 25. Juli 2007 auf dem jüdischen Friedhof in Manchester beigesetzt.